# Rorgo I de Maine
Rorgo I de Maine, por vezes referido como Rogon (Rorico), morto a 16 de junho de 839 ou 840, foi conde de Ruão em 819 e conde do Maine, a partir de 832 até 839.

## Família
Filho de  Goslino I e de Adeltruda, está na origem da linhagem dos Rorgonidas.

## Biografia
Ele viveu na corte do imperador carlos magno , e estabeleceu uma relação com Rotrude, filha deste último (nascida em 775 e morta em 810). Luís I, o Piedoso confia-lhe o condado de Rennes em 819. Funda em 824 a abadia de Saint-Maur de Glanfeuil. Recebe em 832 o condado do Maine. As listas necrológicas da abadia de Saint-Denis mencionam a sua morte no dia 16 de junho, sem especificação do ano, o que deve ser colocado em 839 ou 840.

## Casamentos e filhos
De sua ligação com Rotrude, filha de carlos magno e Hildegarda, ele teve um filho ilegítimo:
- Luís (v. 800 † 867), que se tornou abade de Saint-Denis e chanceler de Carlos, o Calvo.

Após o fim de seu relacionamento com Rotrude, desposa Bichilda, de origem desconhecida, e teve:
- Rorgo II († 866), conde do Maine;
- Gosfrido († 877), conde do Maine, e marquês de Nêustria;
- Bilquilda, casada com o conde Bernardo de Poitevin († 844) conde de Poitiers;
- ;Goslino (Gauzlin) († 886), bispo de Paris, Chanceler de Carlos, o Calvo;
- uma segunda filha chamada Adaltruda esposa de Ranulfo I e mãe de Ranulfo II e de seus irmãos.[2]